# Iris Klein
Iris Klein, đến từ Đức, là người đẹp thứ 2 đến từ nước này chiến thắng ở cuộc thi Hoa hậu Quốc tế vào năm 1989.

## Các cuộc thi sắc đẹp
Năm 1986, Iris tham gia cuộc thi Hoa hậu Đức, đại diện Schleswig-Holstein, xếp thứ 2 chung cuộc.
Cô được cử đến Kanazawa, Nhật Bản tham dự cuộc thi Hoa hậu Quốc tế 3 năm sau đó và giành được vương miện. Người đẹp Đức đầu tiên chiến thắng ở cuộc thi này là cô Ingrid Finger vào năm 1965.